# NGC 2444
NGC 2444 je galaksija u zviježđu Risu.

## Vanjske poveznice
- SEDS: NGC 2444